# Tretodictyum tubulosum
Tretodictyum tubulosum är en svampdjursart som beskrevs av Schulze 1886. Tretodictyum tubulosum ingår i släktet Tretodictyum och familjen Tretodictyidae. Inga underarter finns listade i Catalogue of Life.